# Trädkrypare (familj)
Trädkrypare (Certhiidae) är en liten familj små fåglar inom ordningen tättingar som är specialiserade på att klättra utmed trädstammar för att finna föda.

## Taxonomi och utbredning
Familjen trädkrypare omfattar idag enbart släktet Certhia med elva arter:
- Björkträdkrypare (Certhia hodgsoni)
- Trädkrypare (Certhia familiaris)
- Trädgårdsträdkrypare (Certhia brachydactyla)
- Amerikansk trädkrypare (Certhia americana)
- Himalayaträdkrypare (Certhia himalayana)
- Nepalträdkrypare (Certhia nipalensis)
- Sichuanträdkrypare (Certhia tianquanensis)
- Sikkimträdkrypare (Certhia discolor)
- Manipurträdkrypare (Certhia manipurensis)

Släktet Certhia består av två evolutionära utvecklingslinjer där de fyra första representerar en holarktisk utvecklingslinje och övriga fem har sitt utbredningsområde söder och öster om Himalaya.
Tidigare inkliuderades även fläckkryparna i Salpornis, men dessa urskiljs allt oftare i en egen familj, Salpornithidae.

## Kännetecken
Alla arter i familjen Certhiidae känns igen på sin långa böjda näbb, sin kamouflerade ovansida och ljusa undersida. De återfinns klättrande utmed stammar i främst lövskogsbiotoper. De har styva stjärtfjädrar likt hackspettar som hjälper dem att balansera upprätt när de klättrar, något fläckkryparna saknar.